# Aphantotropis
Aphantotropis is een geslacht van rechtvleugeligen uit de familie Pamphagidae. De wetenschappelijke naam van dit geslacht is voor het eerst geldig gepubliceerd in 1924 door Uvarov.

## Soorten
Het geslacht Aphantotropis  is monotypisch en omvat slechts de volgende soort:
- Aphantotropis connectens (Uvarov, 1924)